# تراموا نانت
تراموا نانت (فرانسوی: Tramway de Nantes‎) سیستم تراموا در شهر نانت، فرانسه است.
این تراموا که در سال ۱۹۸۵ تأسیس شده دارای ۳ خط، ۸۳ ایستگاه و ۴۴٫۳ کیلومتر طول می‌باشد.

## نگارخانه

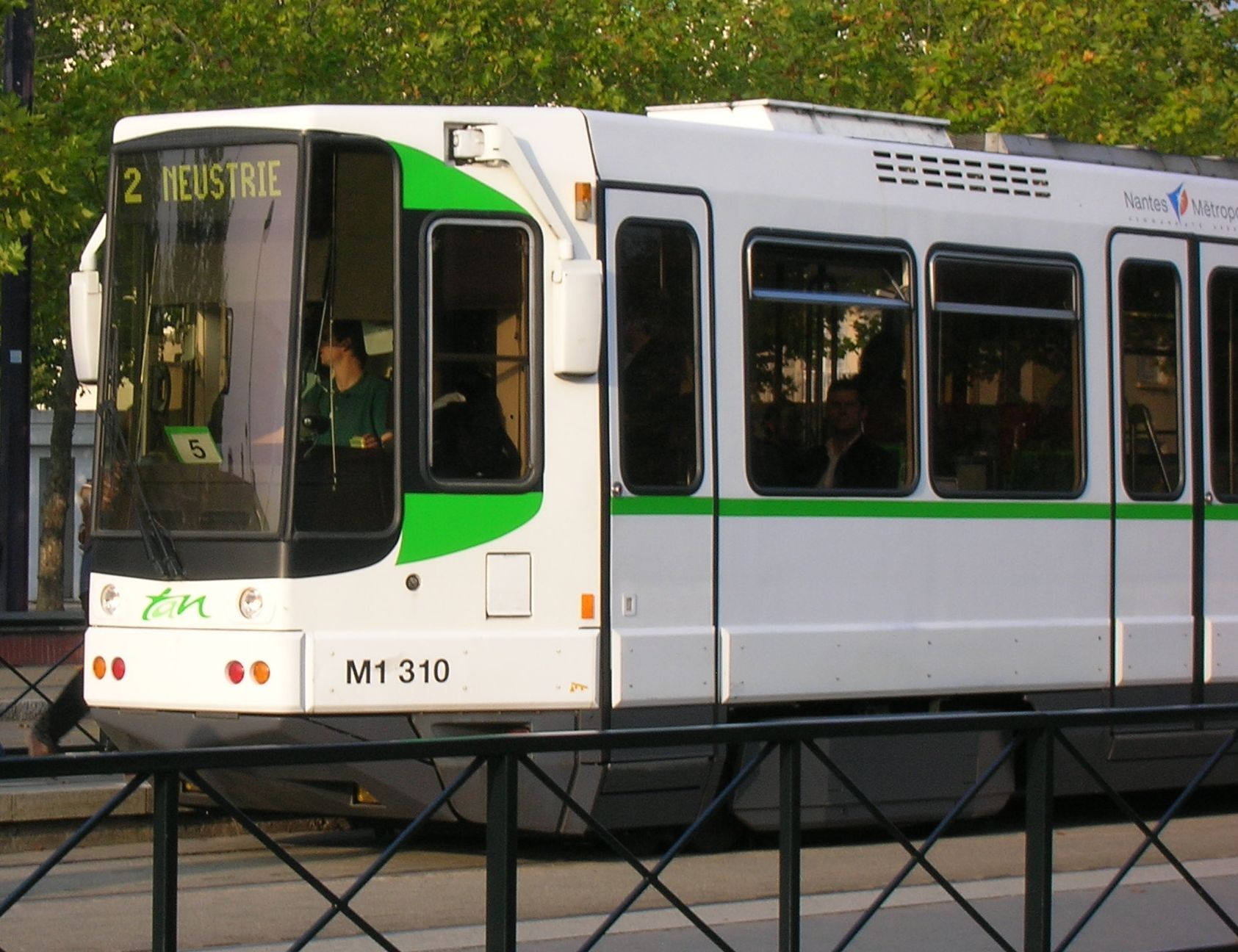
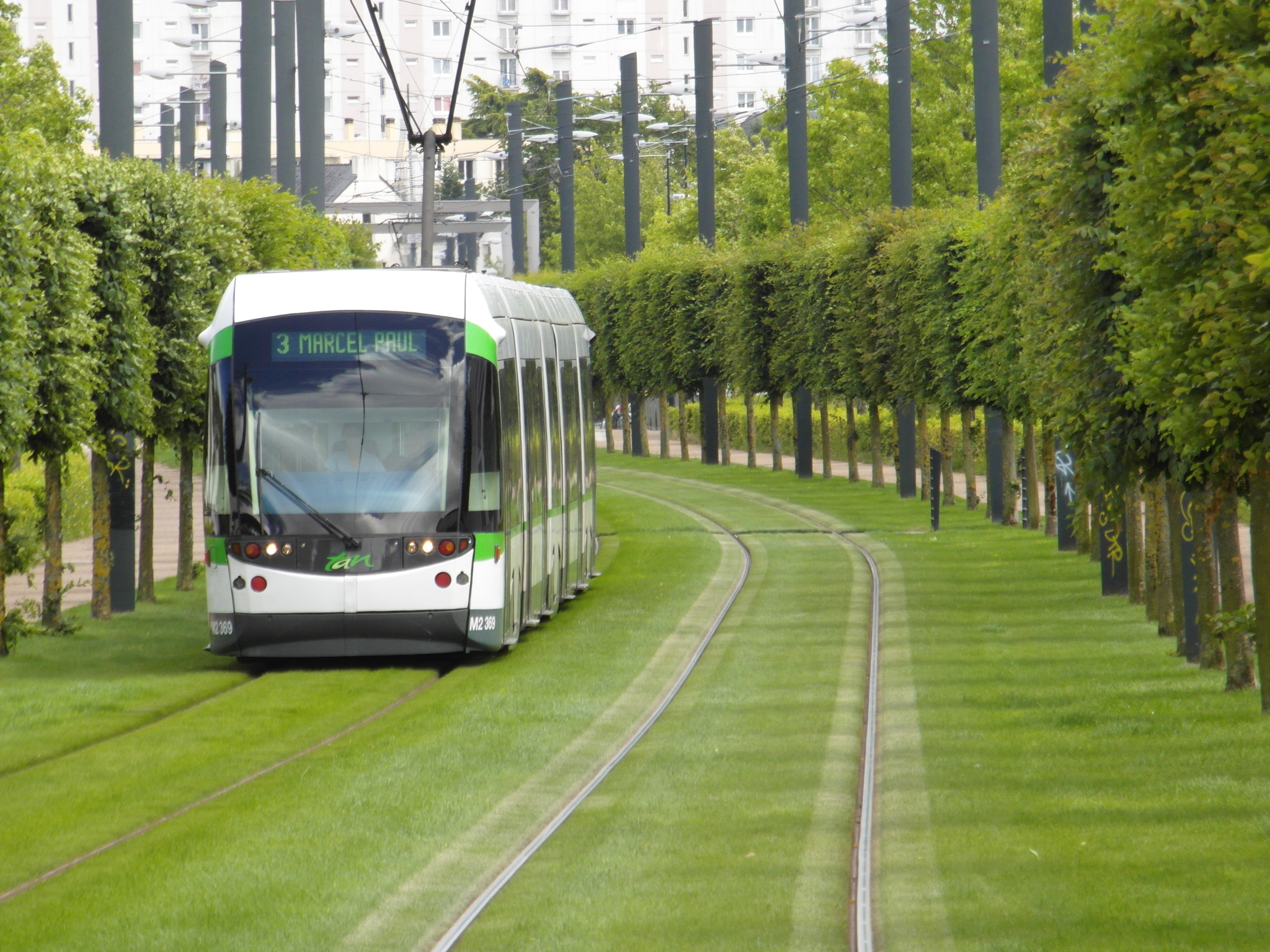
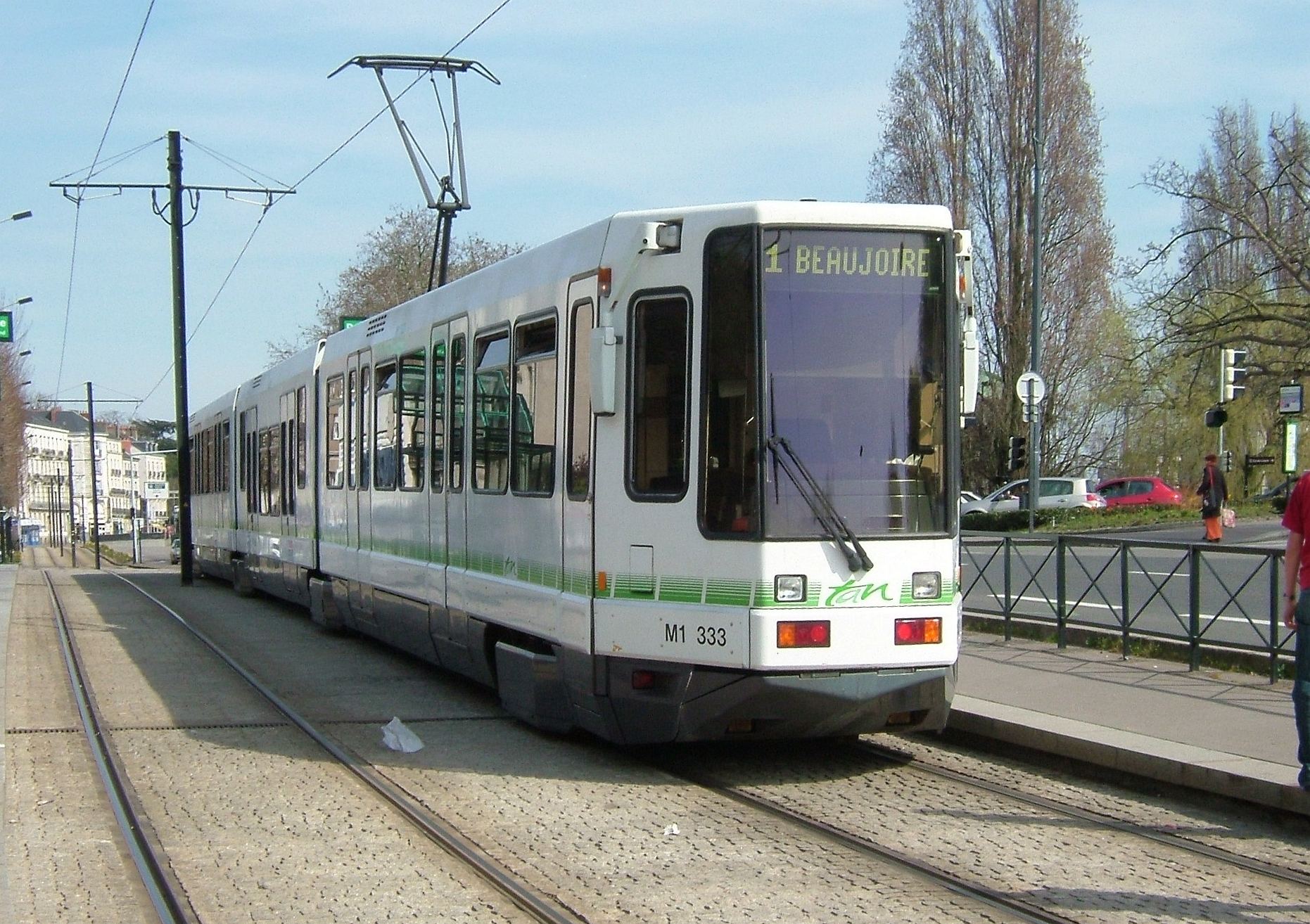
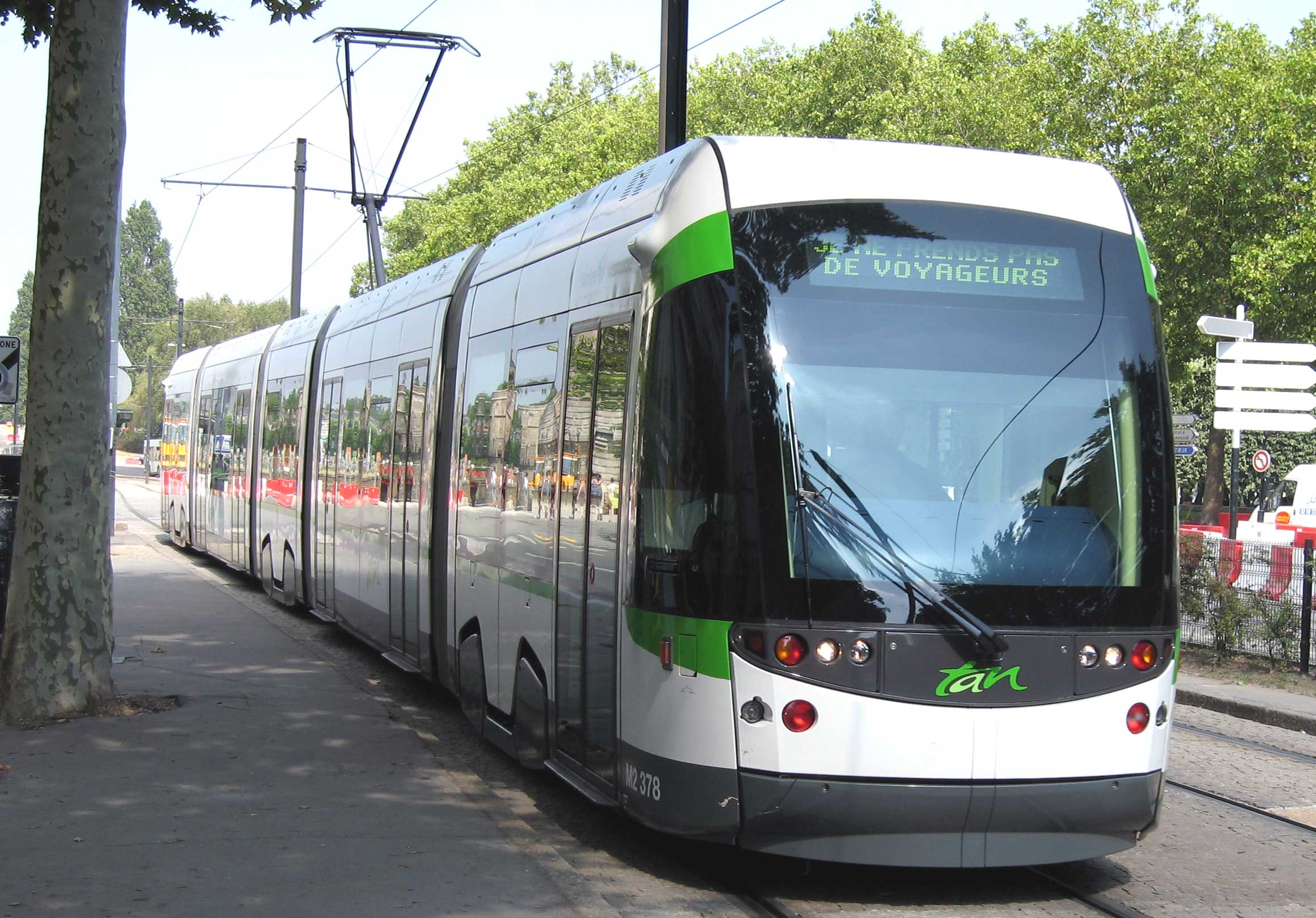
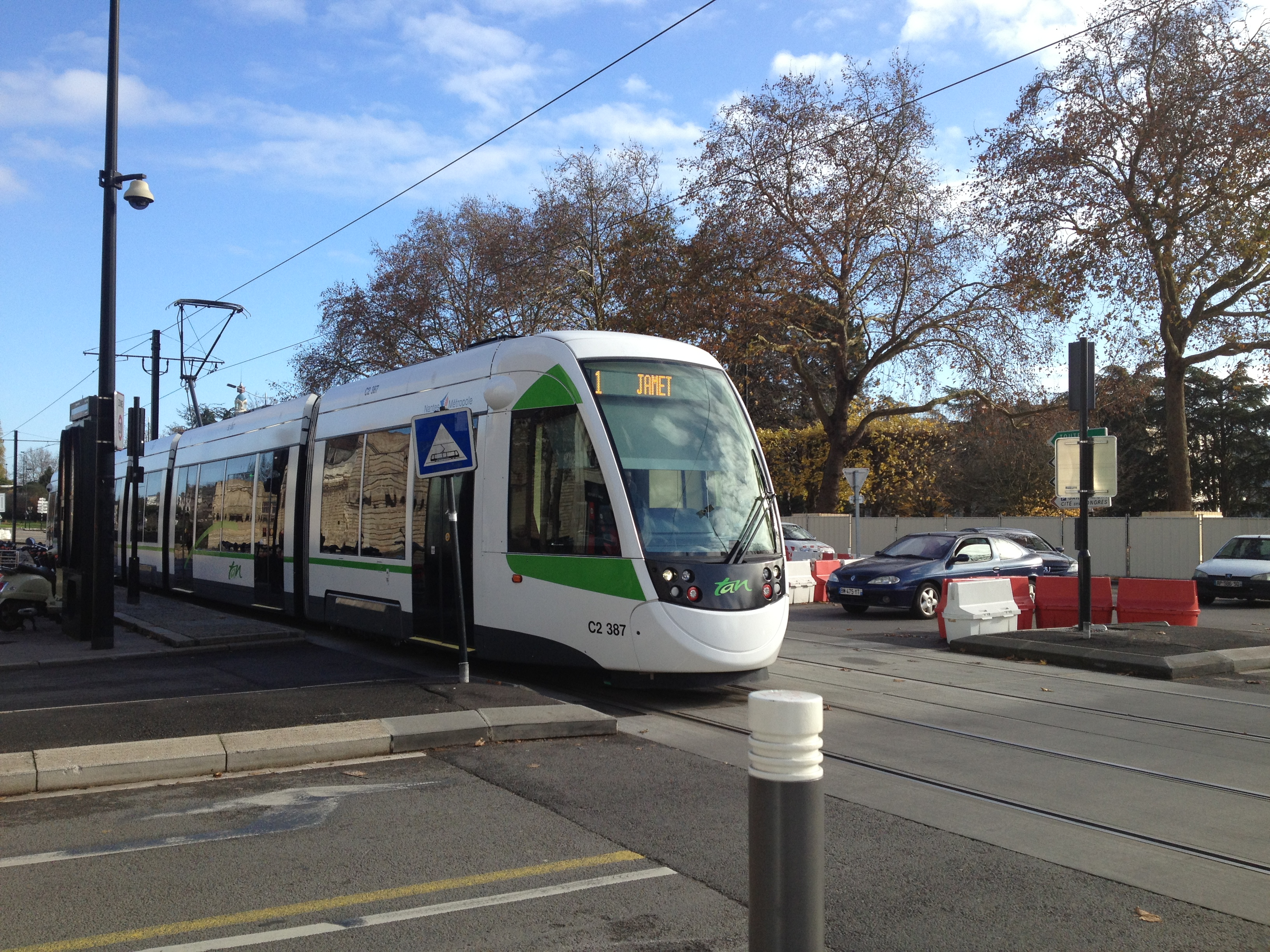